# Jan Koroński
Jan Koroński (ur. 8 czerwca 1959 w Nowym Sączu) – polski matematyk, profesor Politechniki Krakowskiej, doktor habilitowany specjalizujący się w teorii równań różniczkowych zwyczajnych i cząstkowych oraz w historii matematyki. W rodzinnym Nowym Sączu ukończył Szkołę Podstawową nr 16, a następnie Technikum Kolejowe.
Studia matematyczne w UJ ukończył w 1984 r., uzyskując dyplom magistra matematyki (promotor: Antoni Leon Dawidowicz). W latach 1984–1986 pracował w Instytucie Matematyki UJ, kontynuując jednocześnie do 1986 roku studia astronomiczne w Instytucie Astronomii UJ. Od 1986 r. rozpoczął pracę w Instytucie Matematyki Politechniki Krakowskiej, a w 1990 roku uzyskał stopień doktora nauk matematycznych na podstawie rozprawy Poliparaboliczne problemy początkowo-brzegowe obronionej przed Radą Naukową Instytutu Matematyki Politechniki Poznańskiej (promotor: Jerzy Albrycht). W roku ak. 1999/2000 pełnił obowiązki kierownika Zakładu Analizy Matematycznej w IM PK. Habilitację uzyskał w 2018 roku na podstawie monografii: Równania różniczkowe zwyczajne i cząstkowe w publikacjach matematyków polskich do I wojny światowej na tle rozwoju teorii równań różniczkowych w świecie w Instytucie Historii Nauki PAN w Warszawie.  Według bazy publikacji matematycznych Zentralblatt für Mathematik  jest autorem ponad 30 publikacji (pierwsza w 1989 roku), głównie  dotyczących równań różniczkowych cząstkowych, opublikowanych w wydawanych w Polsce czasopismach, w  ogromnej większości wydawanych przez wyższe uczelnie techniczne, przede wszystkim w Fasciculi Mathematici - Wydawnictwo Politechniki Poznańskiej i   Zeszytach Naukowych: Politechniki Krakowskiej, Politechniki Śląskiej i Akademii Górniczo-Hutniczej im. Stanisława Staszica. Członek PTM od 1985 oraz przez wiele lat członek AMS (wykonał ponad 100 minirecenzji do Mathematical Reviews z zakresu równań różniczkowych). Aktualnie członek Komisji Rewizyjnej od 2016 roku i przewodniczący Komisji Historycznej (Komisji Historii Matematyki) OK PTM od 2023 roku (wcześniej w zarządzie OK PTM od 2008 do 2016 roku).